# Беатрис Маконска
Беатрис Маконска (на италиански: Beatrice di Mâcon; на френски: Béatrice de Mâcon) или Беатрис Виенска (на италиански: Beatrice di Vienne; на френски: Béatrice de Vienne), или Беатрис от Виеноа (на италиански: Beatrice del Viennois, на френски: Béatrice de Viennois; * ок. 1160, Виен, Франция; † 1230, Шампан е Фонтен, Кралство Аквитания) е графиня на Савоя (1177 – 4 март 1189) като 4-та и последна съпруга на 8-ия граф на Савоя Хумберт III Савойски.

## Живот

### Произход
Беатрис е благородничка от рода Макон, управлявал Графство Макон с център град Макон в днешния френски департамент Сон е Лоар, който господства и над Графство Виен от около 1100 г. нататък. Тя е дъщеря на Гералд I (* 1124, † 1184), граф на Макон (1157 – 1184) и на Виен (1157 – 1184), господар на Салан и на Трав, и на Морет дьо Салан, дъщеря на владетеля на Салан Гошер III и на съпругата му с неизвестно име. Беатрис има петима братя и две сестри:
- Гоше IV (* 1153, † 1219), господар на Салан и на Трав[N 1], съпруг на Матилда II дьо Бурбон и на Алиса дьо Дрьо
- Вилхелм IV (* 1155, † 1224), граф на Макон (1184 – 1224), Виен и Оксон, съпруг на Понция дьо Божо и на Сколастик дьо Шампан
- Стефан (* 1157, † 1193), архиепископ на Безансон (1191 – 1193)
- Александрина (* 1164, † 1242), съпруга на Улрик V дьо Баже
- Ида (* 1162, † 1224), съпруга на Хумберт II дьп Колини
- Гералд (* 1166, † 1211), господар на Вадан, съпруг на Перет дьо Дампиер или дьо Ферет
- Райнхард (* 1168, † 1213).

### Брак с Хумберт III Савойски
През 1077 г. Беатрис се омъжва за графа на Савоя, на Аоста и на Мориен Хумберт III Савойски. Той е първороден син на 7-ия граф на Савоя, Аоста и Мориен Амадей III Савойски, който пръв приема титлата „Граф на Савоя“, и на съпругата му Мао (Матилда) Албонска.
След смъртта на 3-тата му съпруга Клеменция фон Церинген и въпреки че няма мъжки наследници, граф Хумберт III не възнамерява да се жени повторно и дори се оттегля в манастир. Поради настояването на поданиците и на съветниците си обаче той напуска манастира и се съгласява да се ожени за 4-ти път за Беатрис.
През 1178 г. Беатрис му ражда син на име Томас – бъдещ 9-и граф на Савоя с името Томас I Савойски. След раждането графът със съгласието на съпругата си се оттегля в Абатство „Откомб“.
Съпругът на Беатрис умира в Шамбери на 4 март 1189 г. на 52-годишна възраст. Той е наследен от единствения си син Томас под попечителството и регентството на Бонифаций Монфератски – син на маркграфа на Монферат Вилхелм V.
Малко след смъртта на съпруга ѝ синът им Томас, следвайки инструкциите на Беатрис и на наставника си Бонифаций Монфератски, потвърждава даренията на баща си Хумберт III и на прародителя си Хумберт I Белоръки за канониците на Катедралата на Сен Жан дьо Мориен.
Беатрис умира много години след съпруга си – през 1230 г. в Шампан е Фонтен (Аквитания).

## Брак и потомство
∞ 1077 за Хумберт III Савойски (* 1136, † 4 март 1189 в Абатство Откомб), граф на Савоя, Аоста и Мориен (1148 – 1189), от когото има един син и вероятно една дъщеря:
1. Томас Савойски (* 20 май 1177, сл. 26 май 1178 или 27 май 1178 в Замък Шарбониер в Егбел, † 1 март 1233 в Монкалиери, Савойско графство) – 9-и граф на Савоя, Аоста и Мориен под името Томас I Савойски, ∞ ок. 1189 за Беатрис (Маргарита или Никола) Женевска (* ок. 1180, † 8 април 1257 в Пиер Шател), дъщеря на графа на Женева Вилхелм I и на господарката на Фосини Беатрис, от която има десет, тринадесет или четиринадесет деца.
2. ... Савойска († на 7 г.).[N 2]

### Първични източници
- ((la)) Monumenta Germaniae Historica, Scriptores, tomus XXIII)
- ((la)) Regesta comitum Sabaudiae
- ((la)) Chartes du diocèse de Maurienne
- ((la)) Wurstemberger, L., Peter der Zweite, Graf von Savoyen, Markgraf in Italien
- ((la)) Cartulare monasterii beatorum Petri et Pauli de Domina.
- ((la)) ((fr)) Regeste dauphinois, ou Répertoire chronologique et analytique des documents, tome I, fascicolo II.
- ((la)) ((fr)) Il conte Umberto I (Biancamano) e il re Ardoino: ricerche e documenti

### Историографска литература
- ((fr)) Flour de Saint-Genis, Vctor, Histoire de Savoie, d'après les dokumenta originaux,... Том 1
- ((fr)) Guichenon, Samuel, Histoire généalogique de la royale maison de Savoie, justifiée par titres, ...
- ((en)) Previté-Orton, Charles, The Early History of the House of Savoy (1000 – 1233)

## Обяснителни бележки
1. ↑  Салан е дн. френска община Салан ле Бен в деп. Жура, а Трав е община в деп. От Сон
2. ↑  Потвърдена е само от Europäische Stammtafeln, том II, 190. Europäische Stammtafeln са колекция от генеалогични таблици на най-важните европейски благороднически фамилии.